# Дриса
Дриса (блр. Дрыса; рус. Дрисса; пољ. Dryssa) река је која протиче кроз северни део Витепске области у Републици Белорусији, и десна је притока реке Западна Двина (део басена Балтичког мора).

## Карактеристике
Река Дриса истиче из истоименог језера на крајњем истоку Расонског рејона Витепске области, код села Перевоз на самој граници са Руском Федерацијом. Од извора даље тече ка југозападу и западу и након 183 km тока улива се у реку Западну Двину код града Верхњедвинска на подручју Горњодвинског рејона.
Сливно подручје обухвата територију површине 6.420 km² (од чега је око 1.500 km² на територији Русије). Протиче кроз бројна мања језера која чине укупно 5% површине њеног басена. Највећи део басена лежи у Полацкој низији. Просечан проток у зони ушћа је око 40 m³/s.
Приобална равница Дрисе је јако замочварена, са просечном ширином од 200 до 500 метара. Наплавна равница је ширине између 100 и 500 метара.
Најважније притоке су Нешчерда, Свољна и Нишча.